# Astragalus alopecuroides
Astragalus alopecuroides es una especie de planta herbácea perteneciente a la familia de las leguminosas. Es originaria del Norte de África.

## Distribución y hábitat
Se encuentra entre las arena y oueds, de Marruecos y Argelia.

## Taxonomía
Astragalus adsurgens fue descrita por Carlos Linneo y publicado en Species Plantarum 2: 755. 1753.
Etimología
Astragalus: nombre genérico derivado del griego clásico άστράγαλος y luego del Latín astrăgălus aplicado ya en la antigüedad, entre otras cosas, a algunas plantas de la familia Fabaceae, debido a la forma cúbica de sus semillas parecidas a un hueso del pie.
alopecuroides: epíteto latino 
Subespecies
- Astragalus alopecuroides subsp. alopecuroides L.
- Astragalus alopecuroides subsp. grossii (Pau) Rivas Goday & Rivas Mart.	Accepted		ILDIS

Sinonimia
- Astragalus alopecuroides subsp. alopecuroides
- Astragalus atlanticus (Ball) Ball
- Astragalus narbonensis subsp. atlanticus Ball
- Astragalus narbonensis Gouan[4]